# Iris Davis
Iris LaVerne Davis, po mężu Hicks (ur. 30 kwietnia 1950 w Pompano Beach, zm. 18 września 2021 tamże) – amerykańska lekkoatletka, sprinterka, dwukrotna mistrzyni igrzysk panamerykańskich, olimpijka.

## Kariera sportowa
9 lipca 1971 w Bakersfield ustanowiła wraz z koleżankami z reprezentacji Tennessee State University rekord świata w sztafecie 4 × 110 jardów czasem 44,7 s.
Zdobyła złote medale w biegu na 100 metrów (wyprzedzając Stephanie Berto z Kanady i Silvię Chivás z Kuby) oraz w sztafecie 4 × 100 metrów (w składzie: Orien Brown, Pat Hawkins, Mattiline Render i Davis) na igrzyskach panamerykańskich w 1971 w Cali.
Zajęła 4. miejsca w biegu na 100 metrów i w sztafecie 4 × 100 metrów (która biegła w składzie: Martha Watson, Render, Mildrette Netter i Davis) na igrzyskach olimpijskich w 1972 w Monachium.
Davis była mistrzynią Stanów Zjednoczonych (AAU) w biegu na 100 metrów w 1971 i 1973, a także halową mistrzynią USA w biegu na 60 jardów w 1972 i 1973.
Jej rekord życiowy w biegu na 100 metrów wynosił 11,27 s (ustanowiony 1 września 1972 w Monachium).